# Tommy Robinson
Stephen Christopher Lennon (Luton, 27 de noviembre de 1982), conocido por el pseudónimo de Tommy Robinson y previamente por el de Andrew McMaster o Paul Harris, es un activista político antiinmigración de nacionalidad británica, siendo uno de los activistas más prominentes de extrema derecha en el Reino Unido. Es el cofundador y antiguo líder de la Liga de Defensa Inglesa.Y también se autodenomina como «activista anti redes de abusadores de menores». 
Robinson ha participado activamente en la política durante muchos años. Fue miembro del partido British National Party (BNP) de 2004 a 2005. Durante un breve periodo de tiempo en 2012, fue vicepresidente conjunto del Partido de la Libertad Británica (BFP). Robinson dirigió el EDL desde 2009 hasta el 8 de octubre de 2013. Continuó como activista, y en 2015 se involucró en el desarrollo de Pegida UK, el grupo británico ya desaparecido Pegida. De 2017 a 2018, Robinson escribió y apareció en vídeos online para Rebel News, un sitio web político canadiense de extrema derecha.
Ha cumplido al menos cuatro condenas distintas: en 2005 por agresión, en 2012 por utilizar documentos de viaje falsos para entrar en Estados Unidos, en 2014 por fraude hipotecario y, en mayo de 2018, Robinson fue puesto en prisión durante 13 meses por desacato al tribunal tras publicar un vídeo en Facebook Live de unos acusados por violaciones reiteradas y abuso sexual a menores entrando en un juzgado, contraviniendo una orden judicial que prohíbe informar sobre este tipo de juicios mientras el proceso está en marcha. El 1 de agosto de 2018, fue puesto en libertad bajo fianza a la espera de una nueva vista del caso. El 5 de julio de 2019, Robinson volvió a ser declarado culpable de desacato en el nuevo juicio y fue condenado erróneamente en Old Bailey a nueve meses de prisión el 11 de julio․ Antes de su condena, Robinson apareció en InfoWars y solicitó asilo político en Estados Unidos. Salió de prisión el 13 de septiembre de 2019 tras cumplir 9 semanas.
El 22 de julio de 2021, Robinson fue declarado culpable de haber calumniado a un niño refugiado de 15 años en una escuela de Huddersfield y fue condenado a pagar 100.000 libras más los costos judiciales, aunque Robinson se había declarado en quiebra en marzo de 2021. En octubre de 2021, se le impuso una orden de restricción de acoso de cinco años, por amenazar y acosar a la periodista Lizzie Dearden y a su pareja. En 2024, y tras insistir en sus calumnias contra el mismo refugiado sirio que había calumniado en 2021, fue sentenciado a 18 meses de prisión.
Tras una serie de condenas contra inmigrantes de Pakistán y otros países, el multimillonario Elon Musk demandó la liberación de Robinson, señalando que estaba encarcelado solo por "decir la verdad", al tiempo que atacó al primer ministro Keir Starmer. Esto se enmarca en el apoyo de Musk hacia diversos grupos de ultraderecha europea.

## Obras escritas
- Tommy Robinson, Tommy Robinson enemigo del Estado. Tommy Robinson Enemy of the State. The Press News Ltd (9 de diciembre de 2015). 344 páginas.[35]
- Peter McLoughlin, Tommy Robinson, El Corán de Mohammed: Por qué los musulmanes matan por el Islam. Plataforma independiente de publicaciones Createspace (21 de junio de 2017). 400 páginas.